# Иван Попович
Хаджи Иван Попович е български свещеник и революционер от Българското възраждане.

## Биография
Иван Попович е роден около 1813 година в Банско. От 1832 година преподава в килийното училище в родното си село. Активен участник е в българската църковна борба срещу владиката Йеремия Самоковски. В 1844 година властите го арестуват и е осъден на заточение в Диарбекир. Успява да избяга от затвора и се установява в село Калейца, където е учител от 1844 до 1852 година. Подпомага с пари освободителното движение и поддържа контакти с Георги Раковски, Хаджи Димитър и Стефан Караджа. След 1878 година се установява в Русе, където работи в общинското управление.